# Stara Wielka Synagoga we Włocławku
Stara Wielka Synagoga we Włocławku – synagoga, która znajdowała się we Włocławku przy ulicy Żabiej 14. Wzniesiona w latach 1847–1854 według projektu budowniczego gubernianego Franciszka Tournelle, spalona w 1939 roku i ostatecznie wyburzona w 1940 roku. 

## Historia
Synagoga została zbudowana w latach 1847–1854 ze składek gminy żydowskiej pod nadzorem dwóch członków dozoru bożniczego – Henryka Bocka i Markusa Leszczyńskiego. Podczas II wojny światowej, w październiku 1939 roku hitlerowcy spalili synagogę. Po utworzeniu w 1940 roku getta teren, na którym stała, uprzątnięto. Po zakończeniu wojny na placu po synagodze znajdował się miejski plac zabaw dla dzieci.
W 1948 roku, działająca w powojennym Włocławku, gmina żydowska (od 1946 roku funkcjonująca jako Żydowska Kongregacja Wyznaniowa) podjęła starania o odzyskanie majątku przedwojennej Gminy Wyznaniowej Żydowskiej. Spotkała się z odmową władz miejskich. Sąd Powiatowy we Włocławku 29 grudnia 1956 roku stwierdził, że Skarb Państwa nabył z upływem 31 grudnia 1955 roku przez zasiedzenie prawo własności do nieruchomości. Wyznaniowa Gmina Żydowska nie została poinformowana o postępowaniu sądowym. Władze utrzymywały, że nie miały wiadomości o istnieniu takowej, choć do lat siedemdziesiątych włocławska gmina żydowska prowadziła w mieście aktywną działalność pomimo represji dotykających wszelkie organizacje żydowskie o charakterze religijnym. W 1955 roku plac o powierzchni 1694 m² został objęty w posiadanie przez Dyrekcję Budowy Osiedli Robotniczych, która niedługo potem wybudowała na nim budynek mieszkalny Żabia 14/16. 
W 2019 roku pojawiła się szansa na upamiętnienie Starej synagogi – miasto w ramach rewitalizacji przeprowadziło konkurs na mural na ścianie bocznej budynku przy ul. Żabiej 14/16, dwie z jedenastu prac konkursowych przedstawiały Starą synagogę. Ostatecznie jednak komisja konkursowa wybrała pracę oderwaną od kontekstu historycznego i na murze wzniesionym na gruzach Starej synagogi namalowano „Włocławskie popołudnie” Anny Wardęgi.

## Architektura
Kształt budynku zaprojektował Franciszek Tournelle. Synagogę wzniesiono na planie prostokąta w stylu neogotycko–mauretańskim. Na zewnątrz ozdobiona była licznymi wieżyczkami. Fasadę wieńczyły wyrzeźbione tablice Dekalogu. Plac, na którym stał budynek, był ogrodzony wysokim murowanym parkanem. Od strony ulicy ogrodzenie stanowiła krata osadzona na podmurowaniu. Synagoga posiadała trzy wejścia: główne od strony południowo–zachodniej i dwa boczne od strony północno–zachodniej i półkoliste zamknięte wejście od strony północno–wschodniej. W środku ściany były ozdobione alegorycznymi malowidłami. Wewnątrz synagogi mogło pomieścić się 1000 osób.
Synagoga wymagała naprawy już w 1877 roku. W 1882 roku architekt Sekire wykonał projekt nowej galerii. 